# Hofkerk (Delft)
De Hofkerk aan de Cort van der Lindenstraat 1 in de plaats Delft, in de Nederlandse provincie Zuid-Holland, is de protestantse wijkgemeente in de Hof van Delft.

## Geschiedenis
De oorspronkelijke naam van deze kerk was "Sionskerk". Het kerkgebouw is ontworpen door Auke Komter en werd voltooid in 1960. De naam werd in 1997 gewijzigd in "Hofkerk" bij het samengaan van de wijkgemeenten van de gereformeerde Open Hof en de hervormde Sionskerk.
Op 1 april 1959 werd de eerste paal geslagen. De kerk werd op 3 september 1960 in gebruik genomen. Het gebouw is een voorbeeld van de wederopbouwarchitectuur. Dit blijkt uit het materiaalgebruik, zoals de betonnen omrandingen van de vensters. De architect Auke Komter behoorde tot de Groep '32. Deze groep wilde het “nieuwe bouwen” combineren met een meer kunstzinnige architectuuropvatting.

### Lichtinval
De kerkzaal heeft grotendeels gesloten wanden. Met kleine vierkante raampjes en enkele glas-in-loodramen zijn lichteffecten bereikt. Verder krijgt de zaal daglicht uit een verticaal raam boven de entree, hoge ramen in de noordgevel en twee rijen ramen hoog boven.

### Indeling
In een apart bouwlichaam zijn een entree en garderobe en op de verdieping een kosterswoning opgenomen. De kerkzaal ligt iets verhoogd ten opzichte van dit gedeelte. Aan de kerkzaal ligt een toneel. Met behulp van een gordijn was de kerkzaal in tweeën te delen. De kerk bood plaats aan 400 mensen; de uitbreiding bood plaats aan 200 mensen. Op dit moment is er plaats voor 260 mensen. Uit het bijgebouw ontspruit de toren, die een typische hoekige vorm heeft. De luidklok is in een betonnen uitsparing geplaatst.

### Symboliek
Er zijn enkele decoratieve architectonische accenten met een symbolische betekenis aangebracht:
- In de westgevel zijn 33 kleine vierkante ramen in een decoratief patroon; het aantal verwijst naar de leeftijd die Jezus bereikte.
- In de zuidgevel zijn twee maal 12 kleine vierkante ramen, verwijzend naar het aantal apostelen.
- In de oostgevel bij de garderobe zijn 44 ronde raampjes aangebracht in de vorm van ingemetselde grèsbuizen; het aantal verwijst naar het aantal zweepslagen dat Jezus kreeg.

## Orgel
Het orgel is in 1871 gebouwd door Pieter Flaes (1812—1889) voor de Hervormde kerk van Grosthuizen. In 1961 werd het kerkgebouw van Grosthuizen gesloopt.
In 1961 plaatste Cornelis Verweijs (1903-1982), orgelbouwer te Amsterdam, het orgel in deze kerk (onder opusnummer 152) in open opstelling en voorzag het van een unit-pedaal. De Bourdon 16' van het hoofdwerk werd in dit pedaal verwerkt. Op de vrijgekomen plaats kwam een nieuwe Trompet 8'. Op het nevenwerk werd de Salicionaal 8'/Vox Celeste 8' vervangen door een Sesquialter III disc. De winddruk werd verhoogd tot 88 mm.
De kappen en ornamenten van het oorspronkelijke orgel zijn in 1971 door Pels & van Leeuwen gebruikt bij de bouw van een nieuw orgel in de Hervormde kerk van Bleskensgraaf.

### Restauratie
In 2000 is het orgel door Orgelmakerij Steendam helemaal gerestaureerd. Daarbij is het door Cornelis Verweijs geplaatste unit-pedaal verwijderd en is er een nieuwe orgelkast gemaakt.
De Trompet 8' is verwijderd en de Bourdon 16' is weer op het Hoofdwerk teruggeplaatst. De Sesquialter is verwijderd en vervangen door het pijpwerk van de Fluit 2' afkomstig uit het voormalige De Koff-orgel (1934) van de Paasbergkerk te Arnhem. Een vrij pedaal met Subbas 16' en Gedekt 8' is voorbereid. Het pedaalklavier is vervangen door een uit voorraad van de orgelmakerij. Het instrument is verplaatst naar de begane grond. De winddruk is weer teruggebracht op 76 mm. De toonhoogte: a' : 440 Hz bij 16 °C.
De huidige dispositie is:
| Hoofdwerk            | Nevenwerk         | Pedaal      |
| -------------------- | ----------------- | ----------- |
| Prestant 8'          | Holpijp 8'        | Aangehangen |
| Bourdon 16'          | Viola di Gamba 8' |             |
| Octaaf 4'            | Roerfluit 4'      |             |
| Octaaf 2'            | Fluit 2'          |             |
| Mixtuur bas/disc. IV |                   |             |
| Comet disc. IV       | Koppel HW-NW      |             |
|                      | Koppel Ped-HW     |             |